# Васил Данаилов
Васил Данаилов Костов с псевдоним Али Чауш е български революционер, член на Вътрешната македоно-одринска революционна организация.

## Биография
Данаилов е роден ахъчелебийското село Райково, тогава в Османската империя, днес квартал на Смолян, България в семейството на кмета на Райково Данаил Костов Данаилов. Брат му Никола Данаилов е виден деец на ВМОРО. Васил Данаилов преподава в родното си село и същевременно оглавява местния комитет на ВМОРО. В 1901 година при Пашмаклийската афера е арестуван и осъден на 15 години затвор. Амнистиран е в края на март 1904 година.
Христо Караманджуков нарича Данаилов „жив, пъргав, ловък, смел и твърд“.
Васил Данаилов е баща на председателя на Тракийския институт и икономист Хараламби Данаилов и дядо на видния актьор проф. Стефан Данаилов.